# Lulep Mäkak
Lulep Mäkak är en sjö i Arjeplogs kommun i Lappland och ingår i Piteälvens huvudavrinningsområde. Sjön har en area på 2,19 kvadratkilometer och ligger 496,1 meter över havet. Sjön avvattnas av vattendraget Piteälven.

## Delavrinningsområde
Lulep Mäkak ingår i det delavrinningsområde (741746-155154) som SMHI kallar för Utloppet av Lulep Mäkak. Medelhöjden är 662 meter över havet och ytan är 18,58 kvadratkilometer. Räknas de 69 avrinningsområdena uppströms in blir den ackumulerade arean 1 127,55 kvadratkilometer. Avrinningsområdets utflöde Piteälven mynnar i havet. Avrinningsområdet består mestadels av skog (31 procent) och kalfjäll (56 procent). Avrinningsområdet har 2,19 kvadratkilometer vattenytor vilket ger det en sjöprocent på 11,8 procent.